# ユニゾン!
『ユニゾン!』は文化放送で2015年6月30日未明（29日深夜）から2018年9月28日未明（27日深夜）まで、火 - 金曜1:00 - 2:00（月 - 木曜深夜）（JST、以下略）に放送していた生ワイド番組。

## 概要
2009年10月 - 2015年6月に火曜から金曜の未明（月曜から木曜の深夜）に放送されていた『リッスン? 〜Live 4 Life〜』の1時台を引き継ぎ、新たな深夜の生ワイド番組として再出発。
パーソナリティに男性声優を4人日替わりで起用し、番組タイトルの「ユニゾン」のごとく、同じ企画・コンテンツで送る。なお、4人のパーソナリティはスマートフォン向けゲームアプリ「ボーイフレンド（仮）」の協力によって、キャラクターを演じる声優から選んだ。
なお、文化放送A&Gゾーンの番組が、地上波での平日の帯番組として放送されるのはこれが初めてとなる。
2016年3月27日に発表された第2回アニラジアワードにて「BEST CREATIVE RADIO 企画ラジオ賞（新人枠）」を受賞した。
なお、2015年7月27日 - 2017年9月28日までは、サイバーエージェントが運営するライブストリーミングプラットフォーム「FRESH!」で放送と同時にスタジオの様子を動画配信していた。
2018年3月2日未明（1日深夜）の放送で、3月30日未明(29日深夜)をもって現パーソナリティーが全員番組を卒業することが発表された。その後、3月20日未明（19日深夜）の放送で、4月からの新パーソナリティが河本啓佑、畠中祐、沢城千春、千葉翔也の4名になることと、番組名を「ユニゾン!〜ジェネレーション〜」に変更することが発表された。
2018年9月28日未明（27日深夜）をもって番組終了となり、この時間帯の声優による生ワイド番組は『&CAST!!!アワー ラブナイツ!』に引き継がれた。

## 放送時間
- 火曜 - 金曜 1:00 - 2:00（月曜 - 木曜深夜 25:00 - 26:00）

## ネット局
- 東海ラジオ

## パーソナリティ

### ユニゾン!（2015年6月 - 2018年3月）
- 火曜未明（月曜深夜）：関智一
- 水曜未明（火曜深夜）：柿原徹也[7]
- 木曜未明（水曜深夜）：寺島拓篤
- 金曜未明（木曜深夜）：鈴村健一

### ユニゾン!〜ジェネレーション〜（2018年4月 - 9月）
- 火曜未明（月曜深夜）：河本啓佑
- 水曜未明（火曜深夜）：畠中祐
- 木曜未明（水曜深夜）：沢城千春
- 金曜未明（木曜深夜）：千葉翔也

## スタッフ

### プロデュース・監修
- 諏訪勝

### 構成

#### ユニゾン!（2015年6月 - 2018年3月）
- 火曜未明（月曜深夜）：諏訪勝
- 水曜未明（火曜深夜）：小林洋平
- 木曜未明（水曜深夜）：ふかわげんき
- 金曜未明（木曜深夜）：伊福部崇

#### ユニゾン!〜ジェネレーション〜（2018年4月 - 9月）
- 火曜未明（月曜深夜）：諏訪勝
- 水曜未明（火曜深夜）：ふかわげんき
- 木曜未明（水曜深夜）：小林洋平
- 金曜未明（木曜深夜）：伊福部崇

## 各曜日のコーナー

### ユニゾン!（2015年6月 - 2018年3月）

#### 曜日共通
- 今週のユニゾン!イベント
週ごとに一つのテーマを設けて送る。

#### 火曜未明（月曜深夜・関智一）
- オマエに相談があるんだけど…
関からリスナーへ相談し、Twitterを通して、リスナーからリアルタイムで回答を拾う。
- 恋愛観自慢
リスナーの恋愛観や好きな男性のタイプ、恋人に求める条件を募集する。
- N智一
ノーマルな智一になるため、まったくエロくない普通のおたよりをあくまで普通に読む。
- ヌプチャパ
ユニゾン！から生まれた新スポーツ「ヌプチャパ」を最終的にはみんなでプレイすることを目標にヌプチャパがどんなスポーツなのかを研究する。2015年8月25日放送で「ヌプチャパ」を実践したが、ローションを使わないヌプチャパを一から考え直すことになった。
最終回を目前に控えた2018年3月20日放送の「ヌプチャパファイナル」で、「ヌプチャパ」とは「世界共通でユニゾンできる、とてもエロい隠語」だったことが発表された。
- シモネタという概念が存在しないユニゾンな世界（通称・シモユニ）
ありとあらゆるシモネタをユニゾン!番組内で伝わる隠語とし、「普通なラジオ」を目指す。
コーナーで決められた隠語は以下の通り。

| ちんこ                 | USB                                                                 |
| セックス               | 同期（遺伝子をデータと見立てて USB でデータをやり取りすることから） |
| 自慰行為               | メンテナンス                                                        |
| 前戯                   | ほっともっと                                                        |
| イク                   | バッターアウト                                                      |
| フェラチオ             | お吸い物                                                            |
| 騎乗位                 | グランロデオ (腰をグラインドすることから)                           |
| 正常位                 | 面接                                                                |
| 立ちバック             | バル（スペインの立ち飲み屋から）                                    |
| あいつとセックスしたい | 俺の息子を預けたい                                                  |
| 大人のオモチャ         | 代打                                                                |
| 初体験                 | ゴールデン進出                                                      |
| ラブホテル             | Apple（USBを差し抜きする場所から）                                  |
| 浮気                   | サイドメニュー（メインの彼女以外に手を出すことから）                |
| 濡れる                 | ムードメーカー                                                      |
| ムラムラしてる         | Bメロ                                                               |
| 包茎                   | 小籠包                                                              |
| 手コキ                 | ドクターグリップ                                                    |
| 早漏                   | 誤タップ                                                            |
| 外でする               | DIY（出す 挿れる 野外）                                             |
| セフレ                 | スフレ                                                              |
| 乳首                   | クララ                                                              |
| 3P                     | サンペイ                                                            |
| シモの毛               | えびチリ                                                            |
| アナル                 | アーナー                                                            |
| ディープ・キス         | 二郎系                                                              |
| 勃起                   | おっきー                                                            |
| SM                     | すずむら                                                            |
| 童貞                   | 在校生 (卒業前であることから)                                       |
| クンニ                 | マチュピチュ (語感から)                                             |
| ヤリチン               | ビュッフェ(各国の料理を食べられるから)                              |
| パイズリ               | ペイズリー (語感から)                                               |
| コンドーム             | カーディガン                                                        |
| ローション             | マネージャー                                                        |
| 顔射                   | イクメン                                                            |
| 素股                   | 幽霊部員                                                            |
| 性感帯                 | やる気スイッチ                                                      |
| 不倫                   | ブルペンキャッチャー                                                |
| 人妻                   | メルカリ (一度他人のものになっていることから)                       |
| オーガズム             | キャッスル (語感が「王が住む」=「城」に似ていることから)            |
| 前戯が下手             | いいお天気ですね（天気がいいと「濡れない」ことから）                |
| 姫初め                 | 書き初め (新年の最初にすることから)                                 |
| 巨根                   | 512 ギガバイト (大容量の USB メモリから)                            |
| 女性器                 | ふるさと (みんなここから生まれてくるから)                           |
- ドヘンワン グランプリ
誰も共感してくれない、偏ったフェチを持っているリスナーからメッセージを募集し、リスナーが共感するかどうか、Twitterを用いてリアルタイムで関が分析する。
- ブラックポエム
リスナーが過去に書いた、恥ずかしいポエムを募集する。
- ふんわり知っている情報
詳しくは知らないけど、なんかどこかで聞いたような情報、都市伝説、豆知識など、ふんわり知っている情報を募集する。真偽の程は定かでない。
- 月曜オンナノコ研究部
他の女の子に聴きたいことをリスナーから事前に募集し、番組中で関が代わりに問いかける。TwitterやFRESH!のコメント欄からリアルタイムで得られる回答を分析して回答する。FRESH!での配信終了と共にコーナーも終了。
- 声優に聞く
リスナーから声優業界に関する疑問・質問を募集し、関が回答する。
- ckb46
リスナーから乳首にまつわる「乳首作文」を募集。採用されたリスナーには『乳首缶バッジ』（関や番組スタッフの乳首がプリントされた缶バッジ）が2個セットでプレゼントされる。

#### 水曜未明（火曜深夜・柿原徹也）
- 穴埋メーーール!!
穴埋め形式のメールを募集し、穴が開いた部分を柿原が勝手に予想して埋めながらトークを展開する。
- ドイツ出身(仮)!→ドイツ出身(仮)!〜世界編〜
正真正銘ドイツ出身ながらも、もはや（仮）なんじゃないかと言われている柿原がドイツに関することを紹介していくコーナー。FRESH!での配信終了後に『世界編』としてリニューアル。

#### 木曜未明（水曜深夜・寺島拓篤）
コーナー数が一番多く、コーナー替えが早い。
- 60秒チャレンジ!(旧:拓篤への挑戦状!)
自覚はないものの、周りからよく「器用だね」と言われる寺島が本当に器用なのかどうかを検証するため、リスナーからのメールに書かれたチャレンジを60秒のCM中に挑戦して検証していくコーナー。
- 妄想文学
寺島が大好きなことの1つである「妄想」。リスナーからお題を含んだ妄想が膨らみそうなインパクトのある物語の1行目を募集する。
- 水曜オンナノコ研究部
寺島から女子リスナーに質問をぶつけて、回答・意見を募集する。
- こんなとき、なんて言えばいい？
日常生活で「何て言うのが正解だったんだろう?」というシチュエーションに対して、何というべきかを考えて送ってきてもらい、1番シックリくるものを選んでいく。
- てらしまキュピ（旧：てらしまガチャ）
「寺島拓篤のこの話が聞きたい!」というリスナーからのリクエストをガチャガチャのカプセルに入れ、引いたものについて1分でわかりやすく話していくトークコーナー。
- 受験生応援企画!寺島かあさんの深夜食堂!
受験生（その他、深夜に頑張っている人たち）へ向けて、ちょっとした休憩時間にサッと作れる夜食を紹介する。寺島が試食もする。
- 寺島VSスタッフ
スタッフが用意するチャレンジ企画に寺島が挑戦し、クリアすることができれば寺島の勝ち、クリアできなければスタッフの勝ち。勝った方にはポイントが1ポイント入り、先に10ポイント貯まった方がご褒美をゲットできるコーナー。
寺島は一度10ポイント貯め、放送内で焼肉をした。
- 本当にあった漫画やゲームみたいな出来事
リスナーやその周囲の人が体験した『漫画やゲームみたいな出来事』を募集する。
- 愚痴のコーナー
リスナーから寺島にただ聞いて欲しい愚痴を募集する。寺島から特にアドバイスなどはされない。
- ひとことお願いします!
リスナーの日常生活で起きた出来事に対して寺島が何かしらの一言を送る。

#### 金曜未明（木曜深夜・鈴村健一）
- 徹底リサーチいまどきシックス事情
「JK」の「いまどき」なテーマのランキングの第6位を「JK」に予想して送ってきてもらう。
『「JK」以外からの投稿は、固くお断り』しているが、「JK」の本当の意味は分かっていないため、同時に「JK」の意味も募集する。
- 鈴ママのロンリーナイト人生相談
リスナーのお悩みに『鈴ママ』が真剣に回答する。生電話をつないでの相談に乗る場合もある。
- 僕の私の夢クイズ
リスナーが見た夢の内容をクイズにして送ってきてもらい、鈴村が回答する。
- 教えて!大人先生
若年層が多いリスナーが持つ40代にしか分からない疑問・質問に鈴村が回答する。
- 今週のユニゾン!一行ハイライト
その週の締めくくりの木曜に、月曜〜木曜のユニゾン!では何があったのか、一行で募集し紹介する。
- 木曜ユニゾン!オリジナル怪人合成会議!
木曜ユニゾンに巣くう犯罪組織「モクトロン」の合成怪人を、アドリブで作っていく。リスナーから「生き物」、「物体」を別々に募集中。

### ユニゾン!〜ジェネレーション〜（2018年4月 - 9月）

#### 曜日共通
- 今週のユニゾン!〜ジェネレーション〜イベント
週ごとに一つのテーマを設けて送る。

#### 火曜未明（月曜深夜・河本啓佑）
売れたなぁ
売れている声優がやっていることを募集し、それをマネしていくコーナー。
潔癖症ですが何か?
リスナーから無理だと思う潔癖症エピソードを募集するコーナー。
ストップウォッチャーこうもと
リスナーの「秒で」解決してほしい相談事を、何秒で解決できるかを測るコーナー。

#### 水曜未明（火曜深夜・畠中祐）
若手だから、汗かきます!!
畠中への課題を募集するコーナー。
あとはこちらで何とかします!
途中まで書かれたお便りの続きを畠中が想像しながらトークするコーナー。

#### 木曜未明（水曜深夜・沢城千春）
沢城千春の深層心理!!
沢城への普通の質問と解析結果を元に深層心理を探っていくコーナー。
どんなことからでも幸せを見出す!!目指せポジティブ人間!!
リスナーから募集した最近の不幸話を沢城がポジティブに変えるコーナー。
頭文字C
沢城に言ってもらいたい頭文字○○から始まる××な言葉、セリフを募集するコーナー。

#### 金曜未明（木曜深夜・千葉翔也）
ディベートNEW GENERATION
ディベートのテーマに対し、2択カードのどちらがテーマに合っているかを決めるコーナー。
日常歌劇団 木組
日常で言ったり、聞いたりした普通の言葉を千葉がミュージカル風に紹介するコーナー。
PERFECT END
千葉が最近、取った行動とは別の行動をしていたら、どんなPERFECT ENDが待っていたのかを募集するコーナー。
恋愛相談ジェレネーション
恋愛に関する悩みを募集し、解決していくコーナー。
今週のユニゾン ジェネレーション! 一行ハイライト!
月曜から木曜までのユニゾン!〜ジェネレーション〜で起きたことを1行で報告してもらうコーナー。ユニゾン!時代から継続となる。